# تپه کندیری ۱
تپه کندیری ۱ در شهرستان خدابنده، بخش سجاسرود، روستای ارقین واقع شده و این اثر در تاریخ ۷ مهر ۱۳۸۱ با شمارهٔ ثبت ۶۲۵۵ به‌عنوان یکی از آثار ملی ایران به ثبت رسیده است.